# Джан Мамбет бей
Джан-Мамбет-бей (крим. جان ممبت або جان محمد; пом. 1776) — впливовий ногайський мурза, активний прихильник Російської імперії.

## Біографія
Один із лідерів Єдисанської орди, що кочувала в міжріччі Дністра та Південного Бугу. На початку російсько-турецької війни у 1769 році єдисанські, буджацькі, едичкульські та джембойлуцькі ногайці виявили бажання вийти зі складу Кримського ханства та переселитися на р. Кубань.
Російський уряд відправив своїх агентів у місця кочувань чотирьох ногайських орд. Ногайські мурзи підтримали проект переселення у Приазов'ї, у Причорномор'ї та на Кубань. В 1770 чотири ногайські орди перейшли в російське підданство і стали кочувати між Доном і Кубанню.
Джан-Мамбет-бей став одним із головних прихильником переселення у прикубанські степи. Від імені Єдисанської орди Джан Мамбет звернувся до російського генерал-аншефа П. Паніна з проханням перевести їх через Дон на Кубанський бік.
Навесні 1771 року Буджацька, Єдисанська, Єдичкульська та Джембойлуцька орди розселилися у степах Північно-Західного Кавказу. Єдисанські ногайці розташувалися по лівому березі р. Кагальник, Чубур, на правому березі р. Єї і по р. Калали. Джан-Мамбет-бей пообіцяв генерал-майору і начальнику Кавказької лінії Йоганну де Медему надавати військову підтримку російським військам.
Джан-Мамбет-бей сприяв зведенню царевича Шахін-Ґерая на кримський ханський престол. На початку 1773 року три ногайські начальники Джан Мамбет Бей, Чин Темір Бей і Абдел Керім Ефенді звернулися до генерала П. Паніна із проханням про призначення калги Шахін-Ґерая головним начальником над усіма ногайськими ордами.
У 1774 османський султан призначив новим кримським ханом Девлет-Ґерая, який за підтримку турецьких військ у березні того ж року висадився в Тамані. Девлет-Ґерай прагнув підкорити своїй владі всі ногайські орди, що переселилися в Закубання. Однак єдисанський лідер Джан-Мамбет-бей твердо дотримувався союзу з російською владою. Російське командування виділило для захисту єдисанських ногайців невеликий загін російських військ під командуванням підполковника Івана Бухвостова. Російський загін, що складався всього з півтори тисячі людей охтирських гусар, драгун і донських козаків, зустрів турецький авангард під керівництвом калги Шахбаз-Ґерая в Єдисанській орді, і, перш ніж хан Девлет-Ґерай встиг наспіти на допомогу з головними силами, розбив його на голову. Ногайці, які вже починали вагатися у вірності, тепер разом з росіянами переслідували втікачів. Джан-Мамбет-бей, незважаючи на свою старість, рубав у запальності тих, які не наважувалися боротися зі своїми одновірцями.
На вимогу І. Бухвостова Єдисанська орда відкочувала ближче до розташування російських військ. Підполковник залишив для прикриття ногайців на р. Калалі невеликий козачий загін полковника М. Платова. 3 квітня Платов був атакований 25-тисячною турецько-татарською армією під командуванням хана Девлет-Ґерая. Невдовзі на допомогу козакам прибув сам І. Бухвостов з невеликим загоном кавалерії (500 чол.), « в надії, — як він доносив, — на випробувану хоробрість тутешнього війська». Єдисанці за ним не пішли, навіть сам Джан-Мамбет з подивом і жалем дивився на загін, який, як він думав, скакав на свою смерть.
Загін Бухвостова раптово вдарив у тил супротивника і вніс велике сум'яття в татарському таборі. У цей час Матвій Платов з донцями зробив вилазку проти ворога. Девлет-Ґерай у паніці кинувся тікати, по дорозі він тричі намагався зупинитися, щоб зібрати свої сили для відсічі, але російські гусари та донці продовжували переслідувати ворога. Підполковник І. Бухвостов, ганяючи ворога, перейшов р. Кубань і взяв Копил, резиденцію кубанського сераскира.
У тому ж 1774 року російська влада призначила ногайським сераскиром в Закубання калгу Шахін-Ґерая, який користувався підтримкою генерал-поручика Є. Щербініна та єдисанського мурзи Джан-Мамбет-бея.
У 1776 році помер ногайський лідер Джан-Мамбет-бей, який мав авторитет серед ногайських орд, що переселилися з Бессарабії, контролював дії ногайців і був особисто відданий російській владі. На чолі ногайців став єдисанський мурза Джаум-Аджі.